# Élection présidentielle de 1998 au Burkina Faso
L'élection présidentielle de 1998 au Burkina Faso a lieu le 15 novembre 1998 afin d'élire le président du Burkina Faso. L'élection est boycottée par les principaux partis d'opposition. Le président Blaise Compaoré, arrivé à la tête du pays à la suite d'un coup d'État en 1987, se présente donc contre des opposants mineurs et l'emporte sans surprise avec 87,5 % des suffrages, pour une participation d'un peu plus de 56 %,.

## Résultats
| Candidat                  | Candidat                  | Parti                                    | Voix      | %     |  |
| ------------------------- | ------------------------- | ---------------------------------------- | --------- | ----- |  |
|                           | Blaise Compaoré           | Congrès pour la démocratie et le progrès | 1 996 151 | 87,53 |  |
|                           | Ram Ouédraogo             | Les Verts du Burkina                     | 150 796   | 6,61  |  |
|                           | Frédéric Guirma           | Front de refus                           | 133 552   | 5,86  |  |
|                           |                           |                                          |           |       |  |
| Votes valides             | Votes valides             | Votes valides                            | 2 280 496 | 96,26 |  |
| Votes blancs et invalides | Votes blancs et invalides | Votes blancs et invalides                | 89 458    | 3,74  |  |
| Total                     | Total                     | Total                                    | 2 369 954 | 100   |  |
| Abstention                | Abstention                | Abstention                               | 1 856 404 | 43,92 |  |
| Inscrits/Participation    | Inscrits/Participation    | Inscrits/Participation                   | 4 226 358 | 56,08 |  |